# Lincoln Asquith
Lincoln Asquith (* 3. April 1964 in Birmingham) ist ein ehemaliger britischer Sprinter.
Bei der Junioreneuropameisterschaft 1983 in Schwechat siegte Asquith im 100-Meter-Lauf in 10,34 s. Jeweils Bronze gewann er im 200-Meter-Lauf und mit der britischen Mannschaft in der 4-mal-100-Meter-Staffel.
1985 wurde er bei den Leichtathletik-Hallenweltspielen in Paris in 6,69 s Vierter im 60-Meter-Lauf. Im selben Jahr gewann er bei den Commonwealth Games in Edinburgh Silber mit der englischen Stafette. In der Besetzung Asquith, Daley Thompson, Mike McFarlane und Clarence Callender kam sie in 39,19 Sekunden ins Ziel, 0,04 Sekunden hinter dem kanadischen Team.
Lincoln Asquith ist 1,80 m groß und wog in seiner aktiven Zeit 76 kg. Er startete für die Birchfield Harriers und beendete wegen Verletzungen relativ früh seine Karriere. Ab 2006 wurde er Begleitläufer der international erfolgreichen Sehbehinderten-Sportlerin Libby Clegg.

## Bestzeiten
- 60 m (Halle): 6,62 s, 23. Januar 1988, Cosford
- 100 m: 10,32 s, 11. August 1986, Budapest
- 200 m: 20,86 s, 28. August 1983, Schwechat